# Винченцо I Гонзага
Винченцо I Гонзага (итал. Vincenzo I Gonzaga; 21 сентября 1562, Мантуя — 18 февраля 1612, Мантуя) — герцог Мантуи, герцог Монферрата с 1587 года. Сын Гульельмо Гонзага и Элеоноры Австрийской. Последний великий правитель династии.

## Биография
В 1587 году после смерти отца стал герцогом Мантуи и герцогом Монферрата (коронация состоялась 25 сентября 1587 года).
Был одним из самых образованных людей своего времени, знал несколько языков, прекрасно разбирался в музыке и поэзии, был ценителем театрального искусства. Винченцо способствовал культурному расцвету Мантуанского двора.
20 июля 1588 года император Рудольф II предоставил Винченцо право на щит герба Австрии с эрцгерцогской диадемой. Основываясь на своём происхождении от Габсбургов (по линии матери), Винченцо имел амбиции на императорскую корону, которые оставались абсолютно нереальными.
25 мая 1608 года Винченцо создал Орден крови Иисуса Христа, одобренный Папой Римским Павлом V.
В силу различных обстоятельств, в том числе роскоши двора, за период правления Винченцо политический и экономический статус Мантуи существенно снизился.

### Покровитель наук и искусств

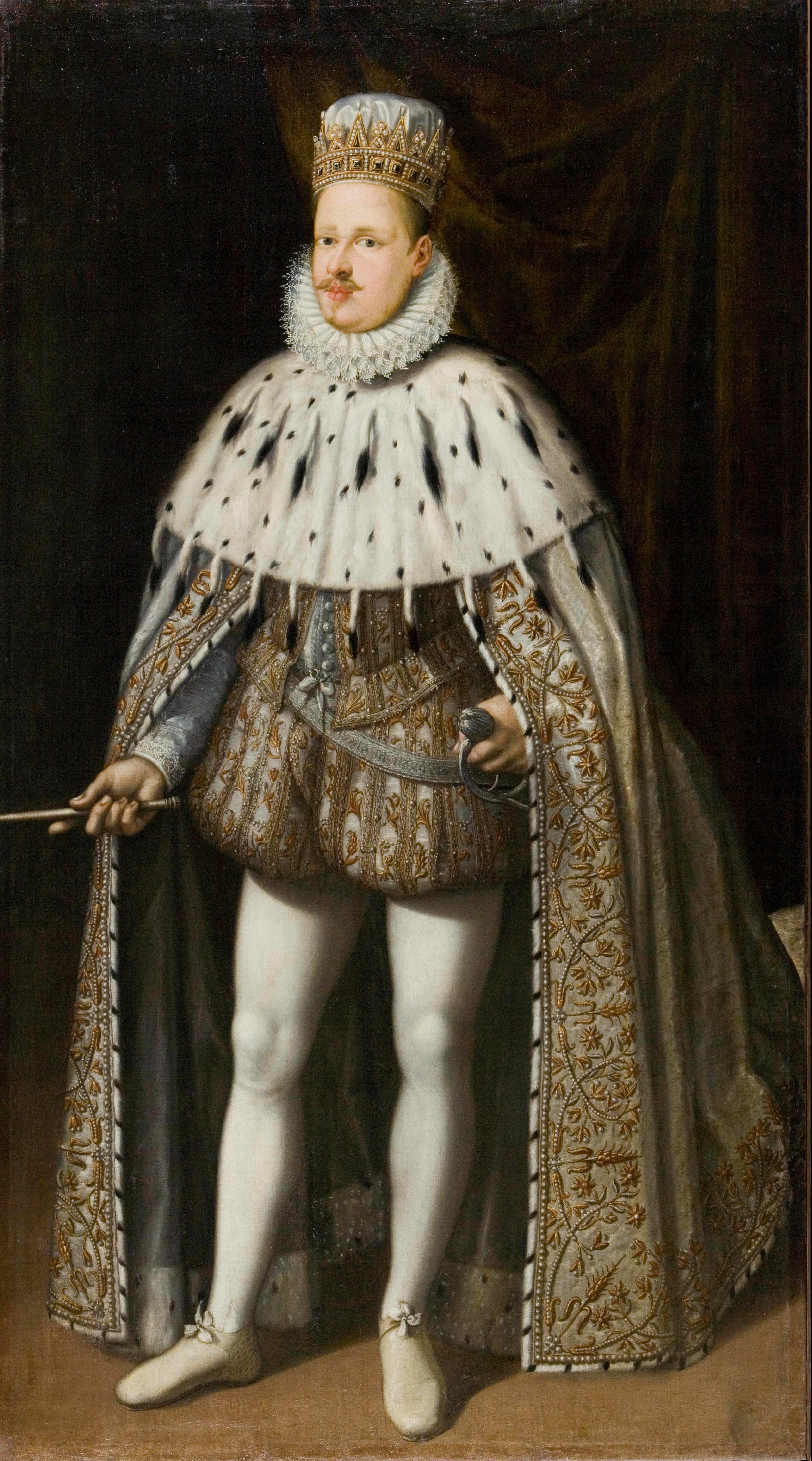
Винченцо I Гонзага (ок. 1600-1601)

Зимой 1603/1604 годов Мантую посетил Галилео Галилей в поисках места; договорённость не была достигнута, тем не менее Винченцо подарил учёному золотую цепь и два серебряных блюда.
Усилиями Винченцо был освобождён из монастыря в Ферраре поэт Торквато Тассо, где его держали среди сумасшедших.
Одним из первых Винченцо заинтересовался сочинениями феррарского поэта Джамбаттисты Гварини.
С 1590 (или 1591) до 1612 года при дворе Винченцо работал Клаудио Монтеверди. Хотя финансовая поддержка со стороны Винченцо была ограниченной, за этот период Клаудио Монтеверди стал значимым композитором своего времени; в музыкальной истории его ставят на одну ступень с Бахом и Бетховеном. Для постановки опер Клаудио Монтеверди («Орфей», 1607; «Ариадна», 1608) герцог построил театр на 1 000 мест; здание было разрушено во время войны 1628—1631 годов. При дворе герцога начала карьеру известная певица и виолончелистка Элеонора Барони.
Винченцо оказывал помощь астроному и картографу Джованни Антонио Маджини в создании географического атласа Италии, предоставив ему карты различных государств Италии. Атлас, создававшийся с 1594 года, был напечатан сыном астронома в 1620 году, после его смерти, и посвящён герцогу. В него были включены карты каждой области Италии с точной спецификацией и историческими очерками. Д. Маджини был также наставником сыновей Винченцо — Франческо и Фердинандо.
Одним из первых Винченцо оценил талант П. Рубенса. Рубенс был придворным живописцем герцога Мантуи в течение восьми лет (1600—1608), исполнял также дипломатические поручения.

## Семья
В 1581 году женился на Маргарите Фарнезе (1567—1643), дочери Алессандро Фарнезе, герцога Пармского. Брак оказался бесплодным и был расторгнут через два года; Маргарита, отосланная обратно, позже приняла постриг.
29 апреля 1584 года женился на Элеоноре Медичи (1567—1611), дочери Франческо I, великого герцога Тосканы. У них родились 6 детей:
- Франческо (1586—1612) — правил Мантуей после смерти отца под именем Франческо IV, но его правление было недолгим (около полугода). Был женат на Маргарите Савойской;
- Фердинандо (1587—1626) — взошёл на герцогский престол (1612—1626) после смерти брата, не оставившего наследника, ради чего ему пришлось сложить с себя кардинальский сан;
- Гульельмо (1589—1591);
- Маргарита (1591—1632) — в 1606 году вышла замуж за Анри де Водемона, с 1608 года — герцога Лотарингского;
- Винченцо (1594—1627) — стал герцогом после смерти Фердинандо;
- Элеонора (1598—1655) — 14 февраля 1622 года вышла замуж за Фердинанда II, императора Священной Римской империи, который ей приходился троюродным братом.

Наряду с этим у Винченцо были внебрачные дети в нескольких странах.

## Награды
- Орден Золотого Руна
- Орден Спасителя

## Образ в искусстве
Винченцо Гонзага послужил прототипом персонажа Герцога Мантуанского в опере «Риголетто» Дж. Верди, исполняющего знаменитую «арию герцога».
Винченцо Гонзага — главный герой франко-итальянского фильма «Девственница для принца» (1966, режиссёр Паскуале Феста Кампаниле).